# Radna vas
Radna vas este o localitate din comuna Mokronog - Trebelno, Slovenia, cu o populație de 44 de locuitori.